# Phrynidius inequalis
Phrynidius inequalis là một loài bọ cánh cứng trong họ Cerambycidae.